# Sword Art Online
Sword Art Online (яп. ソードアート・オンライン Со:до А:то Онрайн) — серия ранобэ японского писателя Рэки Кавахары с иллюстрациями художника, выступающего под псевдонимом abec. На основе романов выпускается манга, аниме адаптаций, адаптация в формате Drama CD, а также компьютерные игры. В 2015 году издательство «Истари Комикс» приобрело лицензию на публикацию ранобэ, и в этом же году на канале 2x2 состоялся показ аниме-адаптации под названием «Мастера Меча Онлайн». Ранобэ является одним из рекордсменов по числу экранизированных томов: из двадцати семи книг основной серии аниме-адаптацию получили восемнадцать.

## Сюжет
Недалёкое будущее. К 2022 году технологии достигли такого уровня, что сделали возможным Полное Погружение — блокировку информации, поступающей к мозгу от всех пяти органов чувств, перехват сигналов, идущих от мозга к телу и замена этих сигналов «фальшивыми» — сгенерированными компьютером. Полное Погружение было в первую очередь использовано в индустрии компьютерных игр, поскольку позволяло полностью переключить сознание игрока на виртуальный игровой мир.

### Sword Art Online: «Aincrad»
6 ноября 2022 года, Sword Art Online (SAO) стала первой выпущенной на рынок VRMMORPG — Virtual Reality Massively Multiplayer Online Role-Playing Game (Массовая многопользовательская ролевая онлайн-игра c полным погружением). Виртуальная игровая среда, разработанная компанией «Аргус», представляла собой колоссальную сто уровневую крепость Айнкрад, парящую в небесах. Первый же день игры после двух месяцев бета-тестирования обещал стать событием в мире игровой индустрии и действительно стал им… однако совсем не таким, как хотелось бы общественности и тем более пользователям этой игры. Десять тысяч игроков, вошедших на сервер SAO, внезапно обнаружили отсутствие кнопки «Выйти из системы» в системном меню. Последовавшее позднее объявление от создателя технологии Полного Погружения и игры Sword Art Online Акихико Каябы превзошло самые худшие предположения — пользователи были намеренно лишены возможности покинуть виртуальный мир до тех пор, пока кем-нибудь из игроков не будет покорён сотый уровень Айнкрада. Более того — попытка снять шлем виртуального погружения кем-нибудь в реальном мире (ни один из пользователей не смог сделать этого самостоятельно: погружённый в «виртуальность» в реальности не может пошевелить даже пальцем), приводит к мгновенной смерти в результате микроволнового разряда в мозг. И самое худшее — смерть игрового персонажа в виртуальной среде приводит к самой настоящей смерти игрока в реальном мире. Таким образом, десять тысяч человек оказались поставлены перед нелёгким выбором: пройти игру от начала до конца, постоянно рискуя жизнью в схватках с монстрами либо остаться в безопасных зонах, предоставив «играть» другим — сражаться и умирать, один за другим штурмуя уровни крепости Айнкрад. Кадзуто «Кирито» Киригая, игрок-одиночка — один из тех, кто участвовал в закрытом бета-тестировании игры Sword Art Online. Будучи заядлым фанатом компьютерных игр, он оказался в числе десяти тысяч человек, вошедших на сервер SAO в первый день игры и одним из тех, кто оказался в ловушке игрового мира. Приняв решение участвовать в прохождении игры, Кирито, тем не менее, остаётся одиночкой, лишь иногда присоединяясь к другим игрокам, объединившимся в Гильдии — группы, поставившие перед собой цель пройти игру до самого конца. Кирито является одним из игроков высокого уровня, развивающим для своего персонажа искусство одноручного меча и, как выясняется по мере развития событий, уникальный навык «Двух мечей». У Кирито есть веские причины избегать близких связей с людьми — исключение составляют только его отношения с первым заместителем главы гильдии «Рыцари Крови» — Асуной.

### Sword Art Online: «Alfheim Online»
После того, как Кадзуто смог досрочно завершить игру Sword Art Online, все оставшиеся в живых игроки покинули виртуальный мир Айнкрада… почти все. Три сотни игроков, среди которых оказалась и возлюбленная Кирито — Асуна, так и не смогли выйти в реальный мир. Индикаторы их шлемов Нервной Передачи (виртуального погружения) по-прежнему показывали, что пользователь присоединён к виртуальному миру, несмотря на то, что сервер игры SAO давно отключен. Несколько месяцев спустя Кадзуто получает от друга скриншот из новой VRMMORPG-игры — Alfheim Online (ALO). На изображении — гигантское подобие золотой птичьей клетки с заключённой внутри девушкой, слишком похожей на Асуну, чтобы быть простым совпадением. Новая игра, Alfheim Online, как следовало из названия, представляла собой «Дом эльфов» — виртуальный мир, населённый вымышленными расами существ, позаимствованными из скандинавской мифологии — сильфами, спригганами, кайт ши, ундинами и др. Цель игры — покорить Иггдрасиль, Мировое Дерево. Где-то на вершине этого дерева и находится золотая клетка с заключённой в ней Асуной. Кирито вновь отправляется в виртуальный мир, твёрдо намеренный освободить её.

### Sword Art Online: «Gun Gale Online»
После истории с Айнкрадом, программный пакет «Семя Мира», подаренный Кирито Акихико Каябой стал доступен всем желающим, индустрия VRMMORPG-игр, изрядно потрясённая скандалами с SAO и ALO, обрела новую жизнь. Теперь создание виртуальных миров стало доступно сравнительно небольшим компаниям — разработчикам игр и даже сообществам самих игроков. Благодаря их усилиям, удалось сохранить ALfheim Online, едва не закрытую после раскрытия жуткой правды, спрятанной на вершине Иггдрасиля; более того, в виртуальных небесах «мира фей» появилась парящая крепость Айнкрад, восстановленная из остатков данных, найденных в памяти игрового сервера компании «Аргус». Появились также большое количество других VRMMORPG-игр — одна из них, Gun Gale Online (GGO), была сделана для игроков, развивающим владение огнестрельным оружием. Вот только «Game Over» в этой игре мог закончиться настоящей смертью в реальном мире — несколько лучших игроков GGO были найдены мёртвыми в собственных домах. Чтобы узнать, что происходит, Кадзуто отправляется в совершенно незнакомый ему виртуальный мир, где все решает не владение «мечом и магией», а умение быстро стрелять и попадать в цель. Ему нужно найти того, кто, возможно, умеет убивать выстрелом из игрового оружия — игрока, называющего себя «Death Gun».

### Sword Art Online: «Project Alicization»
Кадзуто по совету Кикуока Сэйдзиро (руководитель проекта) подрабатывает в компании RATH и сам того не понимая, участвует в секретном правительственном проекте «Алисизация». Проект «Алисизация» — секретный правительственный проект, цель которого — повысить обороноспособность страны. Проект «Алисизация» использует принципиально новую форму технологии Полного Погружения — Транслятор души. (англ. Soul Translator (STL). В отличие от всех предыдущих виртуальных миров (SAO, ALO, и GGO), виртуальный мир проекта «Алисизация» Подмирье (ориг. Underworld — сокр. от Underground World) не является развлекательной игрой. За три дня погружения в мире Подмирья, Кадзуто проживает внутри него 10 лет своей альтернативной жизни с самого рождения, но по возвращении в реальность память об этом не сохраняется. После этого его смертельно ранит Джонни Блэк, последний член бывшей красной гильдии «Смеющийся гроб». Кикуока решает отправить Кадзуто обратно в Подмирье, так как это единственная возможность восстановить повреждённый мозг Киригая. На этот раз Кирито помнит настоящего себя, но в его памяти лишь обрывками всплывают воспоминания альтернативной жизни, в которой у него были друзья детства — Юджио и Алиса.

### Sword Art Online: «Unital Ring»
Прошел месяц после возвращения Кирито и Асуны из подмирья. Обретя физическое тело в реальном мире Алиса так же живёт с ними. Однако их спокойной жизни настал конец. Все трое были втянуты в таинственную игру под названием Unital Ring. Это была созданная на основе «Семени», путем слияния всех других VRMMO игр, MMO игра на выживание. Потеряв все свое драгоценное снаряжение в самом начале игры, Кирито остается в одних трусах. В таких ужасных обстоятельствах принимает вызов VRMMOSVG, окутанной тайнами.

## Персонажи

### Основные персонажи
Кирито, Чёрный мечник / Битер (объединение двух терминов бета-тестер + читер) / Кадзуто Киригая (яп. キリト/ 桐ヶ谷 和人 Кирито / Киригая Кадзуто) — центральный персонаж истории, от лица которого чаще всего ведётся повествование. Впервые сыграл в Sword Art Online в возрасте четырнадцати лет (когда участвовал в закрытом бета-тестировании игры). Благодаря участию в бета-тесте SAO Кирито удалось получить начальное преимущество перед другими игроками в развитии своего персонажа. А позднее, уже благодаря отточенным умениям и сноровке, стать самым сильным игроком SAO. Кадзуто в совершенстве владеет одноручным мечом. Он постоянно носит одежду чёрного цвета, которая обладает высоким игровым потенциалом к скрытности (из-за чего, кстати, и получил своё прозвище «Чёрный мечник»). Кроме того, Кирито является обладателем уникального навыка «Два клинка», который, по заявлению Каябы Акихико, предназначался игроку с самой быстрой реакцией. Данным навыком он пользуется лишь в чрезвычайных ситуациях, не желая привлекать к себе излишнего внимания других игроков. Кирито — «соло-игрок» (человек, играющий в одиночку и зачастую избегающий всяческих контактов с остальными игроками), однако изредка присоединяется к «пати» (командной игре), например, для уничтожения босса этажа. Является почётным членом «проходчиков» (тех немногих очень сильных игроков, что желают поскорее положить конец кошмарам SAO). Состоит в очень хороших отношениях с Асуной, которая впоследствии станет его возлюбленной, а чуть позже — женой (в игре). Ближе к концу ветки «Айнкрад» был вынужден присоединиться к гильдии «Рыцари Крови».
В реальном мире Кадзуто Киригая живёт со своей тётей (приёмной матерью) и двоюродной сестрой. Биологические родители Кадзуто погибли в результате несчастного случая, когда ему было около одного года. После событий Sword Art Online занимается исследованием технологии «Полного Погружения». В будущем желает стать разработчиком технологий взаимодействия с виртуальной реальностью, а также развивать и улучшать уже имеющиеся.
Сэйю: Ёсицугу Мацуока
Асуна, Молния / Асуна Юки (яп. アスナ/ 結城 明日奈 Асуна/ Ю:ки Асуна) — одна из немногих игроков, использующих в онлайн-игре своё имя. Примерно на год старше Кадзуто. Первый заместитель главы гильдии «Рыцари Крови». Очень красивая и эффектная девушка, благодаря чему у неё всегда много поклонников, а также тайных и явных «воздыхателей». Одна из сильнейших игроков в SAO, мастер владения рапирой. Из-за невероятной скорости и точности своих атак получила прозвище «Молния».
В реальности Асуна — дочь президента крупной японской корпорации «Ректо». Находясь под давлением высоких ожиданий со стороны родителей, Асуна предпочитала уклоняться от принятия самостоятельных решений, полностью подчиняясь воле отца. Однако, оказавшись в рядах заложников Sword Art Online, Асуна решила пересмотреть своё отношение к жизни. Поэтому она не стала отсиживаться в «Безопасной зоне», а решила сражаться, впоследствии пополнив ряды отважных воинов «Переднего края» (место где «проходчики» в данный момент «пробиваются» на следующий этаж Айнкрада).
Сэйю: Харука Томацу

### Второстепенные персонажи
Юи (яп. ユイ) — искусственный интеллект, одна из вспомогательных программ управления Sword Art Online. Полное наименование — англ. Mental Health Counselling Program (MHCP), «Программа защиты психического здоровья», кодовое имя «Юи». Изначально была предназначена для психологической помощи игрокам SAO. Для общения с людьми, нуждающимися в поддержке, Юи была придана внешность десятилетней девочки. После того, как Sword Art Online превратилась в «игру на выживание», от основной управляющей программы SAO, «Кардинал», Юи поступил запрет на любое вмешательство или контакты с игроками (что изначально было её основной функцией). Два года Юи ощущала через шлемы Нервной передачи страдания, гнев и страх игроков, будучи не в силах чем-нибудь помочь им. В итоге Юи, по её собственному выражению, «сломалась» — частично утратила память и дар речи. В побочной истории арки SAO — «Девочка утренней росы» знакомится с Кирито и Асуной и становится для них своего рода приёмной дочерью. В то время, как программа «Кардинал» стирала Юи, Кирито удалось переместить её в локальную память своего шлема Нервной Передачи в виде, пригодном для дальнейшей реанимации (см. серию «Сердце Юи»). Называет Кирито и Асуну «папой» и «мамой», постоянно бранит Кирито, когда, по её мнению, тот слишком близко контактирует с другими женщинами (за исключением Асуны и Сугухи). Является также персонажем арок ALO и GGO, приняв в игре ALfheim Online образ маленькой феи-пикси.
Сэйю: Канаэ Ито
Лифа / Сугуха Киригая (яп. リーファ/ 桐ヶ谷 直葉 Ри:фа/ Киригая Сугуха) — двоюродная сестра Кирито / Кадзуто Киригаи, родная дочь его тёти, Мидори. С ранних лет занимается кэндо, в чём достигла больших успехов. После того, как Кадзуто оказался в ловушке SAO, чтобы лучше понять, что испытывает сейчас её брат, сама начала играть в VRMMORPG ALfheim Online под именем Лифа, выбрав для своего игрового персонажа расу сильф. Во время игры случайно встречает сприггана по имени Кирито, не подозревая, что тот на самом деле является Кадзуто и вызывается помочь ему достичь Иггдрасиля. Испытывает к Кадзуто и к его альтер эго в игре — Кирито — противоречивые запретные чувства, далёкие от сестринских.
Сэйю: Аяна Такэтацу
Синон / Асада Сино (яп. シノン/ 朝田 詩乃 Синон/ Асада Сино) — один из ключевых персонажей арки GGO, девушка-снайпер. Стала игроком Gun Gale Online по совету своего друга, чтобы побороть последствия детской психологической травмы, связанной с огнестрельным оружием. Владелец редкого игрового оружия — снайперской винтовки PGM Ultima Ratio Hecate II, из-за которой получила своё прозвище. В реальном мире — ученица старшей школы.
Сэйю: Миюки Савасиро
Кляйн (Малой) / Рётаро Цубои (яп. クライン / 壷井 遼太郎 Курайн / Цубои Рё:таро:) — друг Кирито, с которым они познакомились в первый день игры в SAO. Лидер Гильдии «Фуринкадзан», состоящей преимущественно из тех, с кем Кляйн был знаком ещё до игры. Излюбленное игровое оружие — катана.
Сэйю: Хироаки Хирата
Эгиль / Эндрю Гиллберт Миллз (яп. エギル / アンドリュー・ギルバート・ミルズ Эгиру / Андору: Гируба:то Мирузу) — друг Кирито, темнокожий лысый мужчина, владеющий лавкой. В реальном мире — владелец кафе «Кости», которым во время событий в Айнкраде управляла его жена. Впоследствии его кафе стало частым местом встреч Кирито и его друзей. Излюбленное игровое оружие — топор.
Сэйю: Хироки Ясумото
Силика / Кэйко Аяно (яп. シリカ / 綾野 珪子 Сирика / Аяно Кэйко) — персонаж побочной истории «Чёрный мечник» из арки SAO, также является одним из действующих лиц арок ALO и GGO. В реальном мире — девочка четырнадцати лет. Игрок среднего уровня, развивающая навык кинжала. Благодаря прокачанности таланта приручительницы смогла вступить в союз с игровым монстром — «Пернатым драконом», которому дала имя Пина. Но позже, монстр погиб в бою. Помочь взялся Кирито, для чего ему пришлось за несколько дней прокачать Силику до уровня, достаточного, чтобы та смогла воскресить Пину. Истинным намерением Кирито было поймать на живца и ликвидировать группу убийц игроков под руководством Розалии.
Сэйю: Рина Хидака
Лизбет / Рика Синодзаки (яп. リズベット / 篠崎 里香 Ридзубэтто / Синодзаки Рика) — персонаж побочной истории «Тепло сердца» из арки SAO, также является одним из действующих лиц арок ALO и GGO. В SAO развивала навык кузнеца-оружейника, благодаря чему познакомилась с Асуной, которая стала её лучшей подругой. С её наковальни сошли как рапира Асуны, так и меч Кирито. Во время поиска металла для меча Кирито, влюбилась в него, но, поняв что Асуна также питает к нему чувства, отказалась от своих притязаний на Кирито.
Сэйю: Аяхи Такагаки
Юки / Юки Конно (яп. ユウキ / 紺野 木綿季 Юки / Конно Юки) — персонаж арки «Розарий матери», лидер гильдии «Спящие рыцари», группы неизлечимо больных, играющих с помощью технологии медикубоида. Она играла в ALO за расу импов и устраивала поединок с каждым желающим, кто готов был выстоять её одиннадцатиударный оригинальный навык меча. Из-за непобеждаемого статуса ей дали титул «Абсолютный меч». Асуна помогла Юки и участникам гильдии победить босса двадцать седьмого этажа, чтобы их имена остались выгравированными на монументе мечников. После победы, Конно начинает избегать Асуну и выясняется, что она является носителем ВИЧ-инфекции последней стадии. Последние минуты жизни Юки провела в игре, в окружении Асуны и её друзей, участников гильдии и более тысячи игроков всех рас.
Сэйю: Аой Юки
Юджио (яп. ユージオ) — один из ключевых персонажей арки «Алисизация», лучший друг и верный компаньон Кирито на протяжении всего его пребывания в Подмирье. Он также являлся «другом детства» Алисы и Кирито, а его главным желанием стало вернуть Алису домой после того, как её забрала Церковь Аксиом. Кирито обучил его навыкам владения мечом в стиле «Айнкрад», взяв меч голубой розы в качестве основного оружия. Юджио нарушает кодекс запретов, чтобы спасти учениц академии и становится первым искусственным интеллектом, которому удалось сломать печать в правом глазу. Под влиянием Квинеллы он становится рыцарем единства Юджио (Синтез 32), но вырвавшись из-под её контроля, был рассечён в битве пополам критическим ударом и умер на глазах опустошённого Кирито. Отправившись в загробный мир вместе с юной Алисой, Юджио продолжил поддерживать Кирито в его битвах против PoH и Габриэля Миллера.
Сэйю: Нобунага Симадзаки
Алиса Цуберг (яп. アリス・ツーベルク) — одна из ключевых персонажей арки «Алисизация», таинственная девушка, которая была «подругой детства» Кирито и Юджио. В одиннадцать лет была схвачена рыцарем единства и увезена в Церковь Аксиом за нарушение закона, войдя на тёмную территорию. Через несколько лет, она сама становится рыцарем единства Алисой (Синтез 30). Потеряв детские воспоминания, Алиса изначально враждебно настроена к Кирито и Юджио, однако позже ей удаётся сломать печать в правом глазу и присоединится к ним в битве против Квинеллы. Вернувшись в деревню Рулид, она воссоединяется со своей младшей сестрой Селкой. Пока Кирито оставался в коме, Алиса ежедневно ухаживала за ним. В войне против тёмной территории, Алису похищает Габриэль Миллер, но благодаря усилиям Беркули, Синон, Кирито и Асуны, она спасается. Затем её отправляют в реальный мир, где дают тело андроида, созданное по её подобию и официально представленное миру как первый восходящий искусственный интеллект.
Сэйю: Аи Каяно

## Медиа-издания

### Ранобэ
Рэки Кавахара написал первый том серии в 2002 году для конкурса Dengeki Game Novel Prize (яп. 電撃ゲーム小説大賞 Dengeki Game Shōsetsu Taishō, ныне литературная премия Дэнгэки) издательства ASCII Media Works, но не смог поучаствовать, так как превысил допустимый предел страниц. Вместо этого он опубликовал роман в интернете под псевдонимом Фумио Кунори. Позже он написал ещё 3 тома и несколько коротких историй. В 2008 году он решил снова написать роман для конкурса, в этот раз он выиграл Гран-при, написав Accel World. ASCII Media Works решили, с разрешения автора, вместе с Accel World издать и его первый роман Sword Art Online. Кавахара, согласившись на издание, убрал свои веб-романы. Переиздание романа началось 10 апреля 2009 года.
Согласно сайту Oricon, Sword Art Online был самой продаваемой серией ранобэ в 2012 году, все восемь томов занимали высокие места. В начале 2014 года издательство Yen Press планирует выпустить первый том новеллы на английском языке. В 2015 году издательство «Истари комикс» объявило о приобретении лицензии на публикацию ранобэ, выход первых двух томов был запланирован на осень 2015, однако из печати они вышли в январе 2016 года. В 2017 году количество проданных копий ранобэ превысило отметку в 20 млн. За 6 лет издательство перевело все на тот момент тома истории, однако издано к февралю 2021 года было только 20 книг.

### Манга
Манга Sword Art Online — это адаптация оригинальной серии романов Sword Art Online, написанной Рэки Кавахарой, выпуск манги начинается с сентября 2010 года, первая манга под названием Sword Art Online: Aincrad иллюстрировалась Тамакой Накамурой, выпускалась с сентября 2010 года по май 2012 ода и состоит из двух томов. Манга разделяется на основную серию: Айнкрад, Танец фей, Призрачная пуля и Проект «Алисизация», а также побочные истории: Калибур, Розарий матери, Порядковой ранг, Прогрессив и т. д. На данный момент манга серии Sword Art Online насчитывает свыше 20 адаптаций, печатается в журналах Dengeki Bunko Magazine и Dengeki G's Magazine. В 2017 году издательство «Истари комикс» объявило о приобретении лицензии на публикацию манги Sword Art Online Progressive.
| №  | Русское (японское) название                                                                           | Дата публикации — Издатель                                                         |
| -- | --- | ---------------------------------------------------------------------------------- |
| 1  | Sword Art Online: Айнкрад (ソードアート・オンライン アインクラッド)                                   | 2012 — Япония — Dengekibunko                                                       |
| 2  | Sword Art Online: Танец фей (ソードアート・オンライン フェアリィ・ダンス)                             | с 2012 по 2014 — Япония — Dengekibunko                                             |
| 3  | Sword Art Online: Призрачная пуля (ソードアート・オンライン ファントム・バレット)                     | с 2014 по 2016 — Япония — Dengekibunko                                             |
| 4  | Sword Art Online: Калибур (ソードアート・オンライン キャリバー)                                       | 2015 — Япония — Dengekibunko                                                       |
| 5  | Sword Art Online: Розарий матери (ソードアート・オンライン マザーズ・ロザリ)                          | с 2014 по 2016 — Япония — Dengekibunko                                             |
| 6  | Sword Art Online: Проект Алисизация (ソードアート・オンライン プロジェクト・アリシゼーション)         | с 2017 и по н.в. — Япония — Dengekibunko                                           |
| 7  | Sword Art Online: Прогрессив (ソードアート・オンライン プログレッシブ)                                | с 2014 и по н.в. — Япония — Dengekibunko c 2017 и по н.в. — Россия — Истари Комикс |
| 8  | Sword Art Online: Девичьи делишки (ソードアート・オンライン ガールズ・オプス)                         | с 2014 и по н.в. — Япония — Dengekibunko                                           |
| 9  | Sword Art Online: Порядковый ранг (劇場版 ソードアート・オンライン -オーディナル・スケール-)          | с 2017 и по н.в. — Япония — Dengekibunko                                           |
| 10 | Sword Art Online: Целуй и летай (ソードアート・オンライン キス・アンド・フライ)                       | с 2020 и по н.в. — Япония — Dengekibunko                                           |
| 11 | Sword Art Online: Ёнкома (そーどあーと☆おんらいん)                                                    | с 2012 по 2016 — Япония — Dengekibunko                                             |
| 12 | Sword Art Online: Альтернативная Призрачная пуля (ソードアート・オンライン オルタナティブ ガンゲイル) | с 2016 и по н.в. — Япония — Dengekibunko                                           |
| 13 | Sword Art Online: Тысяча и одна ночь Кирито (ソードアート・オンライン キリトの千夜一夜物語)           | 2017 — Япония — Dengekibunko                                                       |
| 14 | Sword Art Online: Kirito’s Gun Gale Wars (ソードアート・オンライン キリトの千夜一夜騒動)              | 2019 — Япония — Dengekibunko                                                       |
| 15 | Sword Art Online: Hollow Realization (ソードアート・オンライン -ホロウ・リアリゼーション)             | с 2017 и по н.в. — Япония — Dengekibunko                                           |
| 16 | Sword Art Online: Алисизация Ликорис (ソードアート・オンライン アリシゼーション リコリス)             | с 2020 и по н.в. — Япония — Dengekibunko                                           |
| 17 | Sword Art Online: Ёнкома Официальное издание (コマ公式アンソロジー ソードアート・オンライン)          | с 2012 по 2013 — Япония — Dengekibunko                                             |
| 18 | Sword Art Online: Антология комиксов (ソードアート・オンライン コミックアンソロジ)                    | с 2013 и по н.в. — Япония — Dengekibunko                                           |
| 19 | Sword Art Online: Интегральный Фактор (ソードアート・オンライン インテグラル・ファクタ)               | 2018 — Япония — Dengekibunko                                                       |

### Аниме
Аниме-адаптация ранобэ была анонсирована на осеннем фестивале Dengeki Bunko 2011, вместе с другой серией ранобэ Рэки Кавахары, Accel World. Аниме спонсировано компанией Aniplex, снято студией A-1 Pictures и срежиссировано Томохико Ито с музыкой Юки Кадзиуры. Аниме транслировалось на каналах Tokyo MX, tvk, TVS, TVA, RKB, HBC и MBS с 7 июля 2012 года по 22 декабря 2012 года, а на AT-X, Chiba TV и BS11 позже. Открывающую тему первых 14 серий «crossing field» спела LiSA, а закрывающую «Yume Sekai» (яп. ユメセカイ Юмэ Сэкай, Мир снов (или грёз)) Харука Томацу. С 15 серии открывающую и закрывающую темы сменили, открывающую «Innocence» исполнила Эйр Аои, а закрывающую «Overfly» Луна Харуна. Сериал лицензирован в США, компанией Aniplex of America, а также сериал лицензирован в Австралии, компанией Madman Entertainment. Сериал выпущен на четырёх DVD и Blu-ray, с особыми дополнениями в BD комплекте, 13 августа 2013 года был выпущен первый диск, а четвёртый 19 ноября 2013. Сериал получил премию «Tokyo Anime Awards в категории Сериалы» 23 марта 2013 года.
Новогодний спешл под названием Sword Art Online Extra Edition был выпущен 31 декабря 2013 года. Спешл пересказывает сюжет аниме-сериала и продолжает сюжет серии Sword Art Online. Опенинг «Niji no Oto» (яп. 虹の音 Звук радуги) исполнила Эйр Аои. В конце спешла, был подтвежден выход второго сезона аниме под названием Sword Art Online II.
На фестивале игр Дэнгэки 2014, 16 марта, на панеле Sword Art Online подтвердили выход 2-го сезона аниме в июле 2014 года. Позже появилась более точная информация по дате выхода — 5 июля. Открывающую тему исполнила Эйр Аои, а закрывающую Луна Харуна. 16 марта объявили, что аниме-сериал будет по 5-му и 6-му тому ранобэ. Но после 14-й серии было анонсировано начало арки Калибр и последующий показ арки Материнский Розарий. Новую открывающую тему исполнила Томацу Харука, а закрывающую Lisa.
Позже был анонсирован полнометражный фильм между арками «Розарий матери» и «Алисизация», «Мастера меча онлайн: Порядковый ранг». Дата выхода фильма была запланирована на 18 февраля 2017 года. Фильм повествует о новой игре, для которой требуется устройство дополненной реальности под названием «Augma». Игра называется «Ordinal Scale» и обладает уникальными особенностями, среди которых возможность повышать свой ранг благодаря победам над монстрами и применению предметов.
Премьера экранизации сюжетной арки «Алисизация» состоялась в ноябре 2018 года. Третий сезон был разделён на две части: Sword Art Online: Alicization (1—24 cерии, адаптация 9—14 томов ранобэ) и Sword Art Online: Alicization — War of Underworld (25—47 серии, адаптация 15—18 томов ранобэ); транслировался с 7 октября 2018 года по 20 сентября 2020 года.
| Год  | Название                                                      | Название на английском                                          | Количество эпизодов | Примечание                                       |
| ---- | ------------------------------------------------------------- | --------------------------------------------------------------- | ------------------- | ------------------------------------------------ |
| 2012 | Мастера Меча Онлайн                                           | Sword Art Online                                                | 25                  |                                                  |
| 2012 | Мастера Меча Оффлайн                                          | Sword Art Online: Sword Art Offline                             | 9                   | спешл, шоу-интервью                              |
| 2013 | Мастера Меча Онлайн: Дополнительное издание                   | Sword Art Online: Extra Edition                                 | фильм               | спешл                                            |
| 2014 | Мастера Меча Онлайн 2                                         | Sword Art Online II                                             | 24                  |                                                  |
| 2014 | Мастера Меча Оффлайн 2                                        | Sword Art Online II: Sword Art Offline II                       | 9                   | спешл, шоу-интервью                              |
| 2014 | Мастера Меча Онлайн II: Расследование                         | Sword Art Online II: Debriefing                                 | 1                   | спешл, краткое содержание арки «Призрачная пуля» |
| 2017 | Мастера Меча Онлайн: Порядковый ранг                          | Sword Art Online Movie: Ordinal Scale                           | фильм               |                                                  |
| 2017 | Мастера Меча Оффлайн: Порядковый ранг                         | Sword Art Online Movie: Ordinal Scale - Sword Art Offline       | 1                   | спешл, шоу-интервью                              |
| 2018 | Мастера Меча Онлайн: Альтернативная «Призрачная пуля»         | Sword Art Online Alternative: Gun Gale Online                   | 12                  |                                                  |
| 2018 | Мастера Меча Онлайн: Алисизация                               | Sword Art Online: Alicization                                   | 24                  |                                                  |
| 2019 | Мастера Меча Онлайн: Алисизация — Рекап                       | Sword Art Online: Alicization - Recollection                    | 1                   | спешл, пересказ первых 18 эпизодов               |
| 2019 | Мастера Меча Онлайн: Алисизация — Война в Подмирье. Отражение | Sword Art Online: Alicization - War of Underworld Reflection    | 1                   | спешл, пересказ всего сезона "Алисизации"        |
| 2019 | Мастера Меча Онлайн: Алисизация — Война в Подмирье            | Sword Art Online: Alicization - War of Underworld               | 12                  |                                                  |
| 2020 | Мастера Меча Онлайн: Алисизация — Война в Подмирье 2          | Sword Art Online: Alicization - War of Underworld 2nd Season    | 11                  |                                                  |
| 2020 | Мастера Меча Онлайн: Алисизация — Война в Подмирье. Рекап     | Sword Art Online: Alicization - War of Underworld Recap         | 1                   | спешл, пересказ предыдущего сезона               |
| 2021 | Мастера Меча Онлайн: Прогрессив — Ария в беззвёздной ночи     | Sword Art Online: Progressive Movie - Hoshi Naki Yoru no Aria   | фильм               |                                                  |
| 2022 | Мастера Меча Онлайн: Прогрессив — Скерцо глубокой ночи        | Sword Art Online: Progressive Movie - Kuraki Yuuyami no Scherzo | фильм               |                                                  |
| 2024 | Мастера Меча Онлайн: Альтернативная «Призрачная пуля» 2       | Sword Art Online Alternative: Gun Gale Online 2nd Season        | 12                  |                                                  |

### Видеоигры
| №              | Название                                   | Основной разработчик            | Дата выхода — Платформа                                                           |
| Основная серия | Основная серия                             | Основная серия                  | Основная серия                                                                    |
| -------------- | ------------------------------------------ | ------------------------------- | --------------------------------------------------------------------------------- |
| 1              | Sword Art Online: Infinity Moment          | AQURIA Co., Ltd.                | 2013 — PlayStation Portable                                                       |
| 2              | Sword Art Online: Hollow Fragment          | AQURIA Co., Ltd.                | 2014 — PlayStation Vita 2015 — PlayStation 4 2018 — PC (Windows)                  |
| 3              | Sword Art Online: Lost Song                | Studio Artdink                  | 2015 — PlayStation 3, PlayStation 4, PlayStation Vita 2018 — PC (Windows)         |
| 4              | Sword Art Online: Hollow Realization       | AQURIA Co., Ltd.                | 2016 — PlayStation 4, PlayStation Vita 2017 — PC (Windows) 2019 — Nintendo Switch |
| 5              | Accel World vs. Sword Art Online           | AQURIA Co., Ltd. Studio Artdink | 2017 — PlayStation 4, PlayStation Vita, PC (Windows)                              |
| 6              | Sword Art Online: Integral Factor          | Asobimo, Inc.                   | 2017 — iOS, Android 2023 — PC (Windows)                                           |
| 7              | Sword Art Online: Fatal Bullet             | DIMPS                           | 2018 — PlayStation 4, Xbox One, PC (Windows) 2019 — Nintendo Switch               |
| 8              | Sword Art Online: Alicization Lycoris      | AQURIA Co., Ltd.                | 2020 — PlayStation 4, Xbox One, PC (Windows) 2022 — Nintendo Switch               |
| 9              | Sword Art Online: Last Recollection        | AQURIA Co., Ltd.                | 2023 — PlayStation 4, PlayStation 5, Xbox One, Xbox Series X/S, PC (Windows)      |
| 10             | Sword Art Online: Fractured Daydream       | Dimps Corporation               | 2024 — PlayStation 5, Xbox Series X/S, Nintendo Switch, PC (Windows)              |
|                | Другие игры серии                          |                                 |                                                                                   |
| 1              | Sword Art Online: Endworld                 | Bandai Namco Entertainment Inc. | 2013 — iOS (GREE Japanese Social Networking Service)                              |
| 2              | Sword Art Online: Code Register            | Bandai Namco Entertainment Inc. | 2014 — iOS, Android                                                               |
| 3              | Sword Art Online: Progress Link            | Bandai Namco Entertainment Inc. | 2015 — iOS, Android                                                               |
| 4              | Sword Art Online: Black Swordsman          | Bandai Namco Entertainment Inc. | 2016 — iOS, Android                                                               |
| 5              | Sword Art Online: Memory Defrag            | GREE, Inc                       | 2016 — iOS, Android                                                               |
| 6              | Sword Art Online: Replication              | Bandai Namco Entertainment Inc. | 2018 — Virtual Reality (VR)                                                       |
| 7              | Sword Art Online VR: Lovely Honey Days     | Bandai Namco Entertainment Inc  | 2018 — iOS, Android                                                               |
| 8              | Sword Art Online Arcade: Deep Explorer     | Bandai Namco Entertainment Inc. | 2019 — Аркадный автомат                                                           |
| 9              | Sword Art Online: Alicization Rising Steel | Bandai Namco Entertainment Inc. | 2019 — iOS, Android                                                               |
| 10             | Sword Art Online: Black Swordsman Ace      | Bandai Namco Entertainment Inc. | 2022 — iOS, Android                                                               |
| 11             | Sword Art Online: Variant Showdown         | Bandai Namco Entertainment Inc. | 2022 — iOS, Android                                                               |